# White Wedding
A "White Wedding" a brit rockénekes, Billy Idol második kislemeze az 1982-es debütáló albumáról. Bár slágerlistás eredményeket figyelembe véve voltak sikeresebb slágerei is, ez a dal lett a legismertebb száma. B-oldalán az eredetileg rockosabb szám lágyabb, szintetizátorokra áthangszerelt klubverziója hallható, ezt Part 2 névvel illetik, így maga a White Wedding is Part 1 néven szerepel a legtöbb Billy Idol-kiadványon.

## 1982-es kiadás
7″: Chrysalis - CHS 2656 (UK)
1. "White Wedding" (3:30)
2. "Hole in the Wall" (4:14)

 12″: Chrysalis - CHS 12 2656 (UK)
1. "White Wedding (Parts 1 and 2)" (8:20)
2. "White Wedding" (3:30)
3. "Hole in the Wall" (4:14)

 12″: Chrysalis - 4V9 42685 (US)
1. "White Wedding (Parts 1 and 2)" (8:20)
2. "White Wedding (Part 2)" (4:27)

## 1985-ös újrakiadás
7″: Chrysalis - IDOL 5 (UK)
1. "White Wedding" (3:30)
2. "Mega-Idol Mix" (5:34)

 12″: Chrysalis - IDOLX 5 (UK)
1. "White Wedding Parts I & II (Shot Gun Mix)" (8:20)
2. "Mega-Idol Mix" (7:50)

## Videóklip
A videó témája egy gótikus esküvő, ahol a menyasszonyt Perri Lister, Billy Idol akkori barátnője alakítja. Emellett ő a három, fekete bőrbe öltözött táncoslány között is. A felvételek egy londoni templom előtt készültek. Több jelenetet felülvizsgáltatott az MTV, mielőtt adásba kerülhetett volna a videóklip, például azt, ahol Idol a menyasszony ujjára húzza a szögesdrótból észült gyűrűt és közben megvágja az ujját. Az ezt követő jelenetben úgy tűnik, mintha a közönség náci karlendítéssel üdvözölné a menyasszonyt, amely szintén problémák forrása volt, holott igazából csak rámutatnak.

## Hatása a popkultúrára
- A dalnak számtalan feldolgozása létezik, feldolgozta többek között a Young Werewolves, a Murderdolls, az Umbra et Imago, a Deathstars, a Doro, Rowland S. Howard, a Sentenced, Aiden, és a Queens of the Stone Age.
- Szerepelt az 1998-as Nászok ásza című filmben, amelyben Billy Idol önmagát alakította. Emellett benne volt A nevem Earl és a Blackpool című tv-sorozatokban, valamint a Tiszta románc című 1993-as filmben is.
- Az "It's a nice day to start again" felirat matricaként szerepelt a 2005-ös Devil's Playground című Idol-albumon.
- A következő videojátékokban is szerepel: Rock Band 2, Rock Band Unplugged, Guitar Hero Van Halen, Grand Theft Auto: San Andreas, és a Rocksmith egyik DLC-jében.
- H.P. Baxxter, a Scooter frontembere rendszeresen énekli különféle kísérettel a dalt német tévéműsorokban.

## Helyezések
| Lista                                | Legjobb helyezés |
| ------------------------------------ | ---------------- |
| Brit kislemezlista                   | 6                |
| Billboard Hot 100                    | 36               |
| Billboard Hot Mainstream Rock Tracks | 4                |
| Billboard Hot Dance Club Songs       | 10               |
| RPM Top 50                           | 5                |